# 대한민국 국토교통부
국토교통부(國土交通部)는 국토종합계획의 수립·조정, 국토의 보전·이용 및 개발, 도시·도로 및 주택의 건설, 해안 및 간척, 육운·철도 및 항공에 관한 사무를 관장하는 대한민국의 중앙행정기관이다. 장관은 국무위원으로, 차관은 정무직공무원으로 보한다.

## 소관 사무
- 국토종합계획의 수립 및 조정에 관한 사무
- 국토의 보전·이용·개발에 관한 사무
- 도시·도로 및 주택의 건설에 관한 사무
- 해안 및 간척에 관한 사무
- 육운·철도 및 항공에 관한 사무

## 연혁
- 1948년 7월 17일 : 교통부를 설치.[4]
- 1955년 2월 7일 : 부흥부를 설치.[5]
- 1960년 12월 28일 : 국토건설본부를 설치.[6]
- 1961년 6월 16일 : 부흥부와 국토건설본부를 통합하여 건설부로 개편.[7]
- 1961년 7월 22일 : 건설부를 경제기획원의 외청인 국토건설청으로 개편.[8]
- 1962년 6월 18일 : 국토건설청을 건설부로 개편.[9]
- 1963년 9월 1일 : 교통부의 철도에 관한 사무를 철도청에 이관하여 분리.[10]
- 1994년 12월 23일 : 건설부와 교통부를 통합하여 건설교통부로 개편. 교통부의 관광에 사무는 문화체육부로 이관.[11]
- 2005년 1월 1일 : 철도청을 폐지하고 소관사무를 이관받음.[12]
- 2008년 2월 29일 : 국토해양부로 개편.[13]
- 2013년 3월 23일 : 국토교통부로 개편. 해안·하천·항만 및 간척, 해운, 해양환경, 해양조사, 해양자원개발, 해양과학기술연구·개발 및 해양안전심판에 관한 사무를 해양수산부로 이관.[14]
- 2018년 6월 8일 : 수자원 보전·이용 및 개발 기능을 환경부로 이관.[15]

### 역대 로고

2013년부터 2016년까지 사용된 국토교통부 로고

## 조직
| 실·국                 | 정책관·심의관실    | 담당관실·과 |
| 장관 산하 하부조직    | 장관 산하 하부조직 | 장관 산하 하부조직                                                                                                 |
| --------------------- | ------------------ | --- |
| 대변인실              | 대변인실           | 홍보담당관실ㆍ뉴미디어홍보팀                                                                                       |
| 감사관실              | 감사관실           | 감사담당관실 |
| 장관정책보좌관실      |                    | |
| 제1차관 산하 하부조직 |                    | |
| 기획조정실            | 기획조정실         | 기획담당관실ㆍ혁신행정담당관실ㆍ규제개혁법무담당관실ㆍ청년정책담당관실                                             |
|                       | 정책기획관실       | 재정담당관실ㆍ미래전략담당관실ㆍ국제협력통상담당관실ㆍ정보화통계담당관실ㆍ정보보호담당관실ㆍ국토교통과학기술정책팀 |
|                       | 비상안전기획관실   | |
|                       |                    | 운영지원과 |
| 국토도시실            | 국토정책관실       | 국토정책과ㆍ수도권정책과ㆍ지역정책과ㆍ산업입지정책과ㆍ성장거점정책과                                               |
| 국토도시실            | 도시정책관실       | 도시정책과ㆍ도시경제과ㆍ도시활력지원과ㆍ녹색도시과ㆍ스마트도시팀                                                   |
| 국토도시실            | 건축정책관실       | 건축정책과ㆍ녹색건축과ㆍ건축문화경관과ㆍ건축안전과                                                                 |
| 국토도시실            | 국토정보정책관실   | 국토정보정책과ㆍ공간정보제도과ㆍ공간정보진흥과ㆍ국가공간정보센터                                                   |
| 주택토지실            | 주택정책관실       | 주택정책과ㆍ주택기금과ㆍ주택건설공급과ㆍ주택정비과                                                                 |
| 주택토지실            | 주거복지정책관실   | 주거복지정책과ㆍ주거복지지원과ㆍ공공주택정책과ㆍ민간임대정책과                                                     |
| 주택토지실            | 토지정책관실       | 토지정책과ㆍ부동산투자제도과ㆍ부동산평가과ㆍ부동산개발산업과ㆍ부동산소비자보호기획단                               |
| 건설정책국            | 건설정책국         | 건설정책과ㆍ건설산업과ㆍ해외건설정책과ㆍ해외건설지원과ㆍ공정건설지원팀                                             |
|                       | 기술안전정책관실   | 기술정책과ㆍ기술혁신과ㆍ건설안전과ㆍ시설안전과                                                                     |
| 제2차관 산하 하부조직 |                    | |
| 교통물류실            | 종합교통정책관실   | 교통정책총괄과ㆍ교통안전정책과ㆍ교통서비스정책과ㆍ생활교통복지과                                                   |
| 교통물류실            | 물류정책관실       | 물류정책과ㆍ첨단물류과ㆍ물류산업과ㆍ생활물류정책팀                                                                 |
| 항공정책실            | 항공정책관실       | 항공정책과ㆍ첨단항공과ㆍ국제항공과ㆍ항공산업과ㆍ국제민간항공기구전략기획팀                                         |
| 항공정책실            | 항공안전정책관실   | 항공안전정책과ㆍ항공운항과ㆍ항공기술과ㆍ항공교통과ㆍ항행위성정책과                                                 |
| 항공정책실            | 공항정책관실       | 공항정책과ㆍ공항운영과ㆍ항공보안정책과ㆍ공항건설팀                                                                 |
| 모빌리티자동차국      | 모빌리티자동차국   | 모빌리티총괄과ㆍ자동차정책과ㆍ자율주행정책과ㆍ도심항공교통정책과ㆍ자동차운영보험과                                 |
| 도로국                | 도로국             | 도로정책과ㆍ도로건설과ㆍ도로투자지원과ㆍ도로관리과ㆍ도로시설안전과ㆍ디지털도로팀                                   |
| 철도국                | 철도국             | 철도정책과ㆍ철도운영과ㆍ철도건설과ㆍ철도투자개발과ㆍ수도권광역급행철도과                                           |
|                       | 철도안전정책관실   | 철도안전정책과ㆍ철도운행안전과ㆍ철도시설안전과                                                                     |

### 소속기관
- 장관의 관장 사무를 지원하는 기관
  - 국토교통인재개발원
- 장관의 소관 사무를 분장하는 기관
  - 지방국토관리청
    - 서울지방국토관리청
    - 부산지방국토관리청
    - 대전지방국토관리청
    - 원주지방국토관리청
    - 익산지방국토관리청

  - 지방항공청
    - 서울지방항공청
    - 부산지방항공청
    - 제주지방항공청

  - 철도특별사법경찰대
- 항공·철도사고조사위원회
- 중앙토지수용위원회사무국
- 장관의 관장 사무를 지원하는 책임운영기관
  - 국토지리정보원
  - 항공교통본부
- 외청
  - 새만금개발청
  - 행정중심복합도시건설청

### 소속 위원회

#### 행정위원회
| 위원회명               | 설치근거                                                | 비고 |
| ---------------------- | ------------------------------------------------------- | ---- |
| 중앙토지수용위원회     | 공익사업을위한토지 등의 취득 및 보상에 관한 법률 제49조 |      |
| 항공철도사고조사위원회 | 항공･철도사고조사에 관한 법률 제4조                     |      |

#### 자문위원회
| 위원회명                                               | 설치근거                                                                           | 비고 |
| ------------------------------------------------------ | ---------------------------------------------------------------------------------- | ---- |
| 감정평가사징계위원회                                   | 부동산 가격공시 및 감정평가에 관한 법률 제42조의2                                  |      |
| 건설공사지원통합정보체계구축 협의회                    | 건설기술관리법시행령 제29조                                                        |      |
| 건설기계수급조절위원회                                 | 건설기계관리법 제3조3                                                              |      |
| 건축사징계위원회                                       | 건축사법 제30조의4                                                                 |      |
| 골재수급심의위원회                                     | 골재채취법 제11조                                                                  |      |
| 공간정보참조체계협의체                                 | 공간정보에 관한 법률 시행령 제16조                                                 |      |
| 공공토지비축심의위원회                                 | 공공토지의 비축에 관한 법률 제7조                                                  |      |
| 공역위원회                                             | 항공법 제38조의3                                                                   |      |
| 공인중개사시험위원회                                   | 공인중개사의 업무 및 부동산거래신고에 관한 법률 제4조의2                           |      |
| 공제분쟁조정위원회                                     | 여객자동차 운수사업법 제70조                                                       |      |
| 교통신기술심사위원회                                   | 국가통합교통체계효율화법 시행령 제97조                                             |      |
| 교통영향분석·개선대책심의위원회                        | 도시교통정비촉진법 제19조                                                          |      |
| 국가공간정보위원회                                     | 국가공간정보에관한법률 제5조                                                       |      |
| 국가교통데이터베이스협의회                             | 국가통합교통체계효율화법 17조 2항                                                  |      |
| 국가교통위원회                                         | 국가통합교통체계효율화법 제106조                                                   |      |
| 국가물류정책위원회                                     | 물류정책기본법 제17조                                                              |      |
| 국가지명위원회                                         | 측량․수로조사 및 지적에 관한 법률 제91조                                           |      |
| 궤도건설심의위원회                                     | 궤도운송법 제17조                                                                  |      |
| 도로정책심의회                                         | 도로법 시행령 제9조                                                                |      |
| 도시개발위원회                                         | 기업도시개발특별법 제39조                                                          |      |
| 보금자리주택통합심의위원회                             | 보금자리주택건설 등에 관한 특별법 제33조                                           |      |
| 사회간접자본건설추진위원회                             | 사회간접자본건설추진위원회 규정 제1조                                              |      |
| 산업입지정책심의회                                     | 산업입지 및 개발에 관한 법률 제3조                                                 |      |
| 수도권정비위원회                                       | 수도권정비계획법 제21조                                                            |      |
| 신공항건설심의위원회                                   | 수도권신공항건설촉진법제7조의3                                                     |      |
| 용산공원조성추진위원회                                 | 용산공원 조성 특별법 제7조                                                         |      |
| 유비쿼터스도시계획수립의 지원 및 조사·연구를위한위원회 | 유비쿼터스도시의 건설 등에 관한 법률 제8조                                         |      |
| 자동차손해배상보장사업채권정리위원회                   | 자동차손해배상보장법 제39조의2                                                     |      |
| 재활시설운영심의위원회                                 | 자동차손해배상보장법 제34조                                                        |      |
| 주택관리사보시험위원회                                 | 주택법 제56조                                                                      |      |
| 주택정책심의위원회                                     | 주택법 제84조                                                                      |      |
| 중앙건설기술심의위원회                                 | 건설기술관리법 제5조                                                               |      |
| 중앙건설분쟁조정위원회                                 | 건설산업기본법 제69조                                                              |      |
| 중앙건축위원회                                         | 건축법제4조                                                                        |      |
| 중앙도시계획위원회                                     | 국토의계획및이용에관한법률 제106조                                                 |      |
| 중앙부동산평가위원회                                   | 부동산 가격공시 및 감정평가에 관한 법률 제19조                                     |      |
| 중앙산업단지계획심의위원회                             | 산업단지 인․허가 절차 간소화를 위한 특례법 제6조                                   |      |
| 중앙지적위원회                                         | 측량․수로조사 및 지적에 관한 법률 제28조                                           |      |
| 중앙지적재조사위원회                                   | 지적재조사에 관한 특별법 제28조                                                    |      |
| 중앙하천관리위원회                                     | 하천법 제87조                                                                      |      |
| 철도산업위원회                                         | 철도산업발전기본법 제6조                                                           |      |
| 친수구역조성위원회                                     | 친수구역 활용에 관한 특별법 제37조                                                 |      |
| 토지이용규제심의위원회                                 | 토지이용규제기본법 제15조                                                          |      |
| 하자심사분쟁조정위원회                                 | 주택법 제46조의2                                                                   |      |
| 항공안전협의회                                         | 항공안전및보안에관한법률 제7조                                                     |      |
| 항공정책위원회                                         | 항공법 2조의6                                                                      |      |
| 해외건설진흥위원회                                     | 해외건설촉진법 제17조의2                                                           |      |
| 행정중심복합도시건설추진위원회                         | 신행정수도후속대책을 위한 연기·공주지역 행정중심복합도시 건설을 위한 특별법 제29조 |      |

## 정원
국토교통부에 두는 공무원의 정원은 다음과 같다.
| 총계      | 총계                        | 1,036명 |
| --------- | --------------------------- | ------- |
| 정무직 계 | 정무직 계                   | 3명     |
|           | 장관                        | 1명     |
|           | 차관                        | 2명     |
|           |                             |         |
| 별정직 계 | 별정직 계                   | 8명     |
|           | 고위공무원단                | 1명     |
|           | 3급 상당 이하 5급 상당 이상 | 2명     |
|           | 6급 상당 이하               | 5명     |
|           |                             |         |
| 일반직 계 | 일반직 계                   | 1,024명 |
|           | 고위공무원단                | 27명    |
|           | 3급 이하 5급 이상           | 522명   |
|           | 6급 이하                    | 473명   |
|           | 전문경력관                  | 2명     |
|           |                             |         |
| 특정직 계 | 특정직 계                   | 1명     |
|           | 경정 이하                   | 1명     |

## 재정
총수입·총지출 기준 2023년 재정 규모는 다음과 같다.
| 구분                        | 세입예산              | 작년 대비 증감 |
| --------------------------- | --------------------- | -------------- |
| 일반회계                    | 1751억 원             | +9.27%         |
| 국가균형발전특별회계        | 5193억 2100만 원      | +2.08%         |
| 에너지 및 자원사업 특별회계 | 7억 6700만 원         | -              |
| 혁신도시건설특별회계        | 7400만 원             | +10.45%        |
| 교통시설특별회계            | 3705억 6700만 원      | +4.47%         |
| 주택도시기금                | 21조 9441억 7000만 원 | +9.47%         |
| 자동차사고 피해지원기금     | 555억 9000만 원       | +2.92%         |
|                             |                       |                |
| 합계                        | 23조 655억 8900만 원  | +9.19%         |

| 구분                        | 구분                        | 구분                        | 세출예산              | 작년 대비 증감 |
| --------------------------- | --------------------------- | --------------------------- | --------------------- | -------------- |
| 일반회계                    | 일반회계                    | 일반회계                    | 6조 7826억 2900만 원  | +0.18%         |
|                             | 기초생활보장                | 기초생활보장                | 2조 5722억 6600만 원  | +17.89%        |
|                             | 주택                        | 주택                        | 1441억 8600만 원      | -21.79%        |
|                             | 철도                        | 철도                        | 2조 3268억 7600만 원  | +1.25%         |
|                             | 항공·공항                   | 항공·공항                   | 258억 1800만 원       | +3.49%         |
|                             | 물류등기타                  | 물류등기타                  | 1조 1738억 1700만 원  | -5.45%         |
|                             | 수자원                      | 수자원                      | 0원                   | -100%          |
|                             | 지역및도시                  | 지역및도시                  | 5381억 5600만 원      | -25.49%        |
|                             | 산업단지                    | 산업단지                    | 5억 만 원             | -99.57%        |
| 국가균형발전특별회계        | 국가균형발전특별회계        | 국가균형발전특별회계        | 2조 2245억 4700만 원  | -34.75%        |
|                             | 주택                        | 주택                        | 76억 7500만 원        | 순증           |
|                             | 도로                        | 도로                        | 5287억 5500만 원      | +9.22%         |
|                             | 철도                        | 철도                        | 815억 6500만 원       | -89.42%        |
|                             | 물류등기타                  | 물류등기타                  | 1353억 5800만 원      | -65.5%         |
|                             | 지역및도시                  | 지역및도시                  | 1조 1356억 800만 원   | -19.32%        |
|                             | 산업단지                    | 산업단지                    | 3355억 8600만 원      | -5.19%         |
| 에너지 및 자원사업 특별회계 | 에너지 및 자원사업 특별회계 | 에너지 및 자원사업 특별회계 | 171억 105만 원        | -9.5%          |
|                             | 물류등기타                  | 물류등기타                  | 80억 2100만 원        | +2.18%         |
|                             | 지역및도시                  | 지역및도시                  | 90억 8400만 원        | -17.79%        |
| 혁신도시건설특별회계        | 혁신도시건설특별회계        | 지역및도시                  | 160억 9000만 원       | -33.06%        |
| 교통시설특별회계            | 교통시설특별회계            | 교통시설특별회계            | 13조 3619억 1900만 원 | -5.54%         |
|                             | 도로                        | 도로                        | 7조 3120억 5200만 원  | -6.83%         |
|                             | 철도                        | 철도                        | 5조 1811억 5400만 원  | -5.78%         |
|                             | 항공·공항                   | 항공·공항                   | 3176억 9000만 원      | -20.32%        |
|                             | 물류등기타                  | 물류등기타                  | 5510억 2300만 원      | +37.94%        |
| 주택도시기금                | 주택도시기금                | 주택                        | 33조 2894억 8700만 원 | -6.6%          |
| 자동차사고 피해지원기금     | 자동차사고 피해지원기금     | 물류등기타                  | 606억 4500만 원       | +1.52%         |
|                             |                             |                             |                       |                |
| 합계                        | 합계                        | 합계                        | 55조 7514억 1200만 원 | -7.19%         |

## 같이 보기
- 외청
  - 행정중심복합도시건설청
  - 새만금개발청
- 국토교통부 장관
- 국토교통부 차관

### 내용주
1. 1 2  2025년 9월 30일까지 존속하는 한시조직.
2. ↑  3명을 두며 1명은 고위공무원단 나등급에 속하는 별정직공무원으로, 나머지 2명은 3급 또는 4급 상당 별정직공무원으로 보한다.
3. ↑  2025년 1월 31일까지 존속하는 한시조직.
4. ↑  2025년 3월 31일까지 존속하는 한시조직.
5. 1 2 3  2025년 7월 21일까지 존속하는 한시조직.
6. ↑  2024년 12월 31일까지 존속하는 한시조직.
7. ↑  2025년 6월 30일까지 존속하는 한시조직.
8. ↑  행정중심복합도시건설청 소속
9. ↑  한시정원 12명 포함.
10. ↑  한시정원 11명 포함.
11. ↑  한시정원 1명 포함.

### 참조주
1. 1 2  「국토교통부와 그 소속기관 직제」 별표 2·별표 5·별표 6
2. 1 2  기획재정부. “열린재정 > 재정연구분석 > 재정분석통계 > 예산편성현황(총수입)”. 《열린재정》. 2023년 1월 1일에 확인함.
3. 1 2  기획재정부. “열린재정 > 재정연구분석 > 재정분석통계 > 세목 예산편성현황(총지출)”. 《열린재정》. 2023년 1월 1일에 확인함.
4. ↑  법률 제1호
5. ↑  법률 제354호
6. ↑  국무원령 제147호
7. ↑  국가재건최고회의령 제14호
8. ↑  법률 제660호
9. ↑  법률 제1092호
10. ↑  법률 제1395호
11. ↑  법률 제4831호
12. ↑  법률 제7256호
13. ↑  법률 제8852호
14. ↑  법률 제11690호
15. ↑  법률 제15624호